# Barrabrava (serie de televisión)
Barrabrava es una  serie de televisión por internet dramática argentina creada por Jesús Braceras para Prime Video. La trama sigue a dos hermanos que son echados de una barra brava de la cual forman parte desde hace muchos años y comienzan una especie de guerra donde se pondrá a prueba su vínculo. Está protagonizada por Gastón Pauls y Matías Mayer acompañados por un reparto coral conformado por Violeta Narvay, Miguel Ángel Rodríguez, Mónica Gonzaga, Angelo Mutti Spinetta y Neo Pistea. La serie se estrenó el 26 de junio de 2023.
En octubre de 2023, la serie fue renovada para una segunda temporada.

## Sinopsis
La serie cuenta la historia de César (Gastón Pauls) y su hermano «Polaco» (Matías Mayer), quienes forman parte de la barra brava del Club Atlético Libertad del Puerto, la cual es liderada por «El Tío» (Gustavo Garzón). A partir de una disputa interna, los hermanos son expulsados del grupo de su amado club de fútbol. Ante esto, César y «Polaco» le declararán la guerra a la barra brava, poniendo en riesgo su integridad, su vida y la relación entre ellos.

## Elenco

### Principal
- Gastón Pauls como César Urrutia
- Matías Mayer como Adrián «Polaco» Urrutia
- Violeta Narvay como Ximena «Ximi»
- Miguel Ángel Rodríguez como «Oveja»
- Mónica Gonzaga como Gladys
- Angelo Mutti Spinetta como Enzo Urrutia
- Neo Pistea como «Huevo»

### Secundario
- Pablo Alarcón como Rodolfo Heredia
- Roberto Vallejos como Luna
- Cristian Salguero como Melli 1
- Martín Oviedo como Melli 2
- Paloma Contreras como Helena
- Juan Ignacio Cané como Manuel «Manucho»
- Liz Solari como Celeste
- Frijo como David
- Candelaria Molfese como Luciana

### Participaciones
- Gustavo Garzón como Falucho «El Tío» Urrutia
- Hugo Piccinini como «Prepucio»
- Eva De Dominici como Miriam
- Alfonso Tort como Martínez Sotelo
- Romina Peluffo	como Trabajadora social
- Néstor Guzzini como Fasio
- Roberto Suárez como Comisario Palacios
- Víctor Sosa como «Chila»

## Episodios
| N.º | Título               | Dirigido por                           | Escrito por                                                                  | Fecha de lanzamiento original |
| --- | -------------------- | -------------------------------------- | ---------------------------------------------------------------------------- | ----------------------------- |
| 1   | «La banda del tío»   | Jesús Braceras                         | Gabriel Nicoli, Jesús Braceras, Mariana Wainstein y Diego Fió                | 23 de junio de 2023           |
| 2   | «Ave fénix»          | Gabriel Nicoli                         | Gabriel Nicoli, Jesús Braceras, Mariana Wainstein y Diego Fió                | 23 de junio de 2023           |
| 3   | «Breijart»           | Gabriel Nicoli                         | Gabriel Nicoli, Jesús Braceras, Mariana Wainstein y Diego Fió                | 23 de junio de 2023           |
| 4   | «Volver»             | Gabriel Nicoli                         | Gabriel Nicoli, Jesús Braceras, Mariana Wainstein y Diego Fió                | 23 de junio de 2023           |
| 5   | «Gato encerrado»     | Jesús Braceras                         | Gabriel Nicoli, Jesús Braceras, Mariana Wainstein, Diego Fió y Bruno Luciani | 23 de junio de 2023           |
| 6   | «Hermanos de sangre» | Lucía Garibaldi                        | Gabriel Nicoli, Jesús Braceras, Mariana Wainstein, Diego Fió y Bruno Luciani | 23 de junio de 2023           |
| 7   | «Eterno amor»        | Lucía Garibaldi                        | Gabriel Nicoli, Jesús Braceras, Mariana Wainstein, Diego Fió y Bruno Luciani | 23 de junio de 2023           |
| 8   | «El ascenso»         | Felipe Gómez Aparicio y Jesús Braceras | Gabriel Nicoli, Jesús Braceras, Mariana Wainstein, Diego Fió y Bruno Luciani | 23 de junio de 2023           |

## Desarrollo

### Producción
En julio del 2021, se informó que Amazon Prime Video estaba trabajando en una nueva serie titulada Barra brava, la cual contaría con la dirección de Jesús Braceras. La serie fue escrita por Gabriel Nicoli en colaboración con Diego Fió, Mariana Wainstein y Bruno Luciani, mientras que la dirección del resto de los episodios estuvo bajo la responsabilidad  de Gabriel Nicoli, Lucía Garibaldi y Felipe Aparicio.
La producción ejecutiva de la serie estuvo a cargo de Ariel Tobi, Hernán Musaluppi y Santiago López; y Laura Eliosoff fue confirmada como productora. En junio del 2022, se revelaron las primeras imágenes promocionales de la serie anunciando que su lanzamiento sería para el 2023. En mayo del 2023, se lanzó el primer adelanto serie confirmando que su fecha de estreno sería el 23 de junio de 2023.
En octubre de 2023, se confirmó que la serie había sido renovada para una segunda temporada.

### Rodaje
Las filmaciones de la serie arrancaron a mediados de septiembre del 2021 en Montevideo, Uruguay. Las grabaciones de la segunda temporada iniciaron en abril de 2024.

### Casting
En principio, se rumoreaba que Leonardo Sbaraglia estaba en negociaciones para protagonizar la serie, sin embargo, tiempo después se informó que el papel terminó siendo para Gastón Pauls. En agosto del mismo año, Matías Mayer, Angelo Mutti Spinetta, Juan Ignacio Cané y Roberto Vallejos se unieron al elenco principal. En septiembre, se reveló que Gustavo Garzón y Candelaria Molfese también formaban parte del elenco. En octubre, se conoció que Liz Solari era una de las actrices que formaba parte de la serie.
En junio del 2022, se dio a conocer que el resto del reparto estaba integrado por Cristian Salguero, Martín Oviedo, Neo Pistea, Paloma Contreras, Pablo Alarcón, Frijo, Roberto Vallejos y Eva De Dominici.

## Premios y nominaciones
| Lista de premios y nominaciones | Lista de premios y nominaciones        | Lista de premios y nominaciones             | Lista de premios y nominaciones                                              | Lista de premios y nominaciones | Lista de premios y nominaciones | Lista de premios y nominaciones |
| Año                             | Organización                           | Categoría                                   | Nominado/a (s)                                                               | Resultado                       | Ref(s)                          |                                 |
| ------------------------------- | -------------------------------------- | ------------------------------------------- | ---------------------------------------------------------------------------- | ------------------------------- | ------------------------------- | ------------------------------- |
| 2023                            | Premios Cóndor de Plata                | Mejor serie dramática                       | Barrabrava                                                                   | Ganador                         | [ 16 ]                          |                                 |
| 2023                            | Premios Cóndor de Plata                | Mejor dirección                             | Jesús Braceras, Gabriel Nicoli, Lucía Garibaldi y Felipe Gómez Aparicio      | Nominado                        | [ 16 ]                          |                                 |
| 2023                            | Premios Cóndor de Plata                | Mejor actor protagonista en drama           | Matías Mayer                                                                 | Ganador                         | [ 16 ]                          |                                 |
| 2023                            | Premios Cóndor de Plata                | Mejor actor de reparto en drama             | Gustavo Garzón                                                               | Nominado                        | [ 16 ]                          |                                 |
| 2023                            | Premios Cóndor de Plata                | Mejor actriz de reparto en drama            | Mónica Gonzaga                                                               | Ganadora                        | [ 16 ]                          |                                 |
| 2023                            | Premios Cóndor de Plata                | Revelación masculina                        | Neo Pistea                                                                   | Nominado                        | [ 16 ]                          |                                 |
| 2023                            | Premios Cóndor de Plata                | Mejor guion original                        | Gabriel Nicoli, Jesús Braceras, Mariana Wainstein, Diego Fió y Bruno Luciani | Nominado                        | [ 16 ]                          |                                 |
| 2023                            | Premios Cóndor de Plata                | Mejor dirección de fotografía               | Daniel Ortega                                                                | Nominado                        | [ 16 ]                          |                                 |
| 2023                            | Premios Cóndor de Plata                | Mejor montaje                               | Luz López Mañe, Inti Nieto y Santiago Parysow                                | Nominado                        | [ 16 ]                          |                                 |
| 2023                            | Premios Cóndor de Plata                | Mejor dirección de arte                     | Marcela Bazzano                                                              | Nominado                        | [ 16 ]                          |                                 |
| 2023                            | Premios Cóndor de Plata                | Mejor maquillaje y peluquería               | Luciana Díaz                                                                 | Nominado                        | [ 16 ]                          |                                 |
| 2023                            | Premios Cóndor de Plata                | Mejor diseño de sonido                      | Manuel de Andrés y Gerardo Kalmar                                            | Nominado                        | [ 16 ]                          |                                 |
| 2023                            | Premios Cóndor de Plata                | Mejor dirección de casting                  | Florencia Limonoff y Joaquín Mauad                                           | Nominado                        | [ 16 ]                          |                                 |
| 2023                            | Premios Cóndor de Plata                | Premio del público BA audiovisual           | Barrabrava                                                                   | Nominado                        | [ 16 ]                          |                                 |
| 2024                            | Premios Platino                        | Mejor miniserie o teleserie cinematográfica | Barrabrava                                                                   | Ganador                         | [ 17 ]                          |                                 |
| 2024                            | Premios Aura                           | Mejor serie de drama                        | Barrabrava                                                                   | Nominado                        | [ 18 ]                          |                                 |
| 2024                            | Premios Aura                           | Mejor actuación secundaria                  | Mónica Gonzaga                                                               | Nominada                        | [ 18 ]                          |                                 |
| 2024                            | Premios Sur                            | Mejor serie                                 | Barrabrava                                                                   | Nominado                        | [ 19 ]                          |                                 |
| 2024                            | Premios Martín Fierro de Cine y Series | Mejor actor                                 | Gastón Pauls                                                                 | Nominado                        | [ 20 ]                          |                                 |